# Erlöserkirche (Berlin-Rummelsburg)

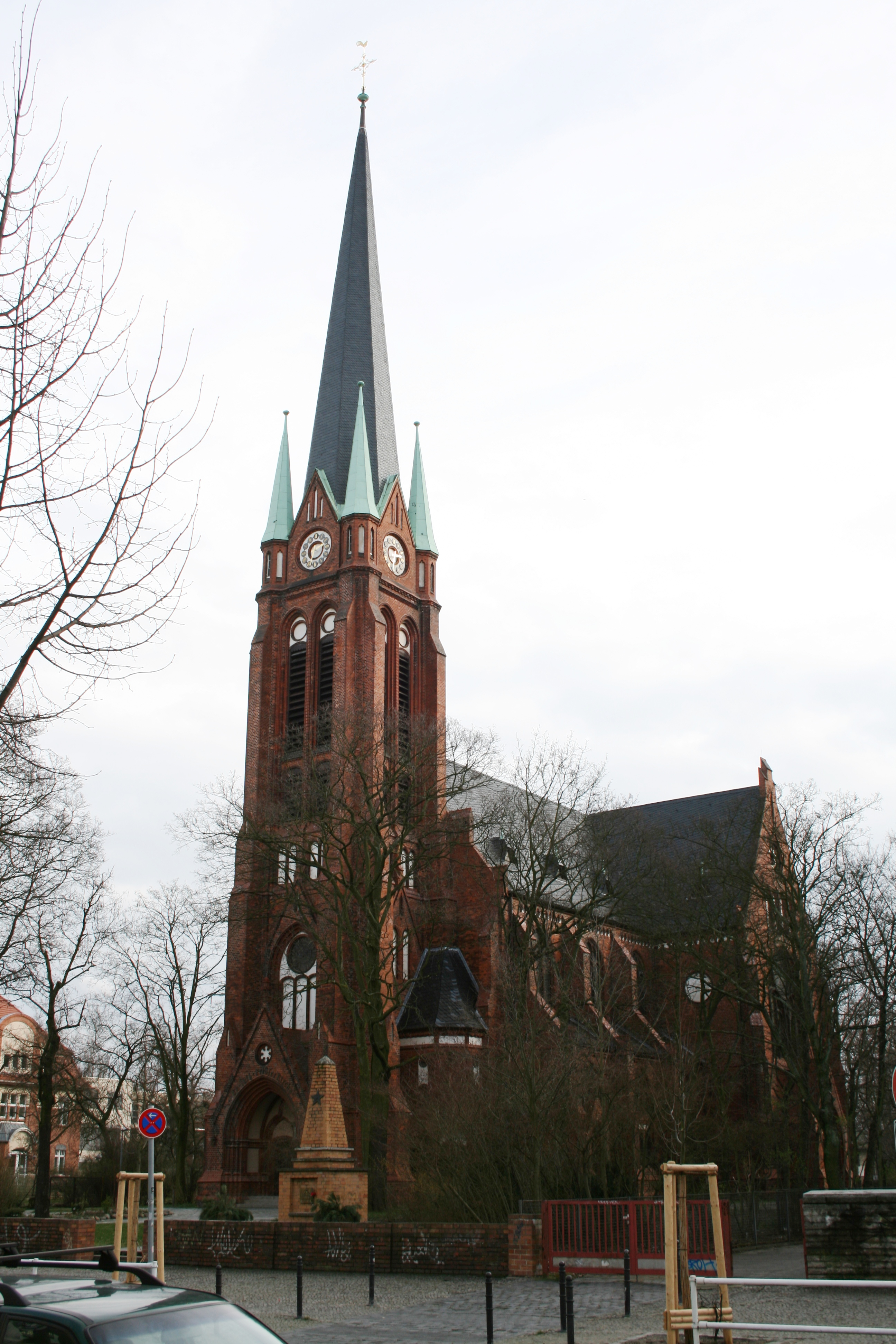
Erlöserkirche

Die Erlöserkirche (ⓘ) ist ein evangelisches Gotteshaus im Berliner Ortsteil Rummelsburg, das von 1890 bis 1892 errichtet wurde. Es steht zusammen mit dem Pfarrhaus unter Denkmalschutz.

## Geschichte
Im Jahr 1889 entstand die politisch selbstständige Landgemeinde Boxhagen-Rummelsburg, die aus dem Gutsbezirk Boxhagen, der Rummelsburger Heide am Rummelsburger See und dem Lichtenberger Kietz gebildet wurde. Bei der Gründung wohnten hier schon rund 11.000 Menschen. Somit entstand bereits am 4. Mai 1890 eine eigene Parochie mit der evangelischen Erlöser-Gemeinde. Noch am gleichen Tag nahm die Kaiserin Auguste Viktoria die Grundsteinlegung für eine neue Kirche vor.
Der Kirchenbau geht auf Entwürfe der Architekten Conrad Wilhelm Hase und Max Spitta zurück, die mit einem großen Gebäude im neugotischen Stil der wachsenden Kirchengemeinde im dicht besiedelten Arbeiterviertel Boxhagen-Rummelsburg ein neues Haus bescherten, das am 21. Oktober 1892 eingeweiht wurde.
Im Architekturmuseum der Technischen Universität Berlin befinden sich die Originalpläne zur Kirche und zum Gemeindehaus.

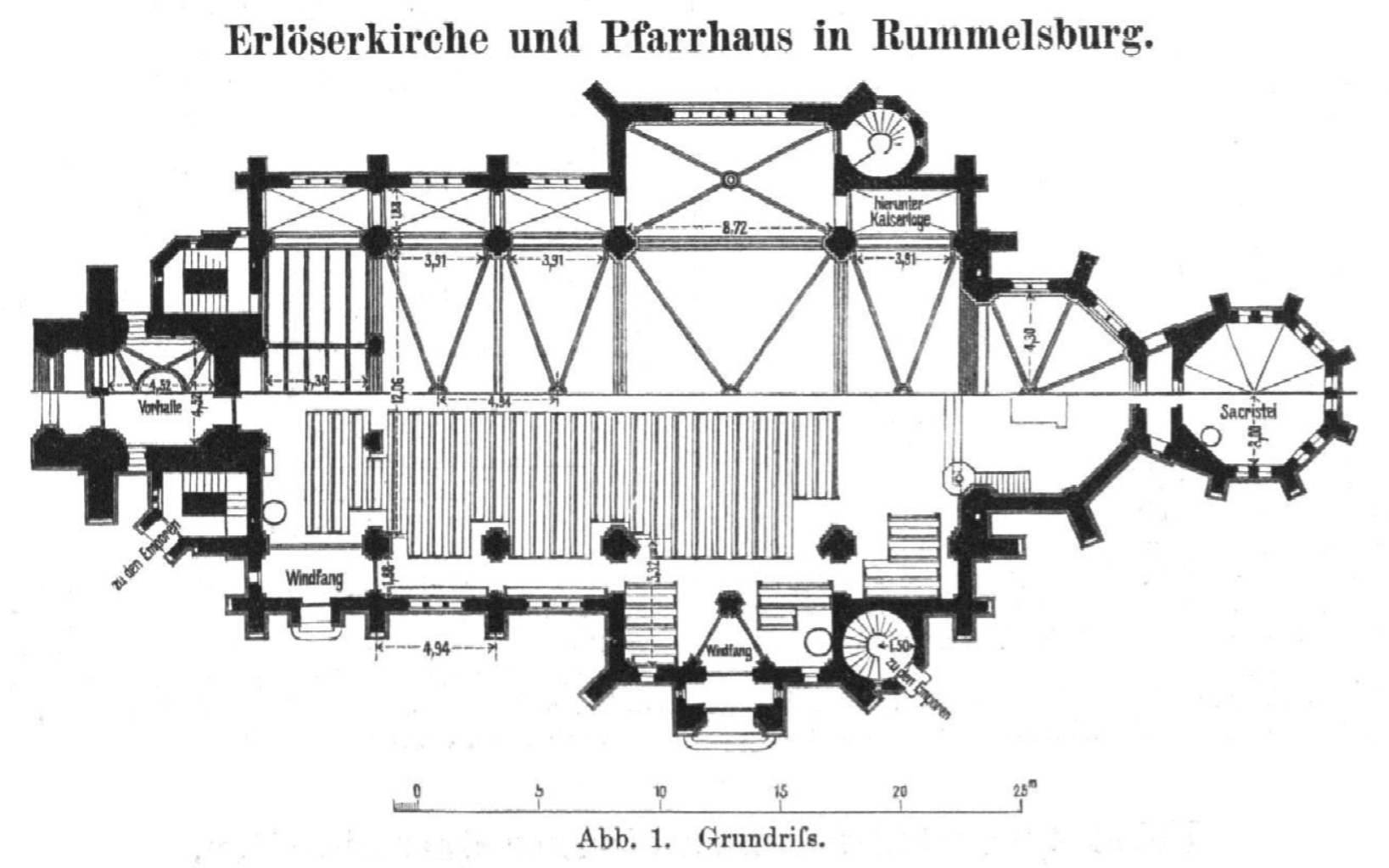
Grundriss der Erlöserkirche, 1894

Die Baukosten der Kirche von etwa 230.000 Mark (kaufkraftbereinigt in heutiger Währung: rund 1,86 Millionen Euro) kamen teilweise von Kaiser Wilhelm II. und seiner Gemahlin Auguste Victoria sowie aus Spendensammlungen von eigens gegründeten Vereinen: dem Evangelisch-kirchlichen Hülfsverein (1888) und einem Kirchenbauverein (1890). Freiherr von Mirbach (auch „Glockenaujust“ genannt) zitierte Kaiserin Auguste Viktoria (im Berliner Volksmund: „Kirchenjuste“): „Ich habe bestimmt, dass für die Gestalt derselben die von Prof. Conrad Hase erbaute Apostelkirche in Hannover zum Muster zu nehmen ist.“
Die Erlöserkirche ist die erste von 52 Kirchen, die im Rahmen eines großangelegten Kirchenbauprogramms fertiggestellt wurde. Das Kaiserpaar besuchte diese Kirche nach ihrer Fertigstellung häufig. Die beiden prächtigen Stühle, die sie bei ihren Besuchen benutzten, sind noch immer vorhanden und dienen heute bei Hochzeiten dem Brautpaar.
Da nicht nur die geistige, sondern auch die materielle Not der Menschen zu lindern war, entstand bereits in den Jahren 1892/1893 nebenan das Gemeindehaus in zur Kirche passenden neugotischen Formen. Die Pläne hierzu stammen ebenfalls von Max Spitta. Das Gemeindezentrum beherbergte eine Suppenküche, eine Krankenstation und – wie es damals hieß – eine „Kleinkinderbewahranstalt“, die es immer noch gibt – es ist die evangelische Kindertagesstätte, die 1894 eröffnet wurde und 1992 ein neues Haus erhielt.
In den 1980er Jahren wurde die Kirche bekannt durch – von Polizei und Staatssicherheit ständig überwachten – Aktivitäten der DDR-Friedensbewegung. So war die Kirche Ort für mehrere Blues-Messen als auch ein Treff- und Veranstaltungs-Ort für Punks. Im Herbst 1989 gingen Bilder von Protestveranstaltungen und Fürbittgottesdiensten um die ganze Welt. Zusätzlich spielten streng geheim im März 1983 Die Toten Hosen gemeinsam mit der ostdeutschen Punk-Band Planlos, in der Schauspieler Bernd Michael Lade Schlagzeug spielte, ohne Genehmigung und ohne Gage ein Konzert in der Kirche. Sie reisten dazu unerkannt als Touristen in die DDR ein. 2022 entstand dazu der Dokumentarfilm Auswärtsspiel – Die Toten Hosen in Ost-Berlin.
Danach wurde es ruhiger um die Kirche. Die Christengemeinde kümmerte sich nun wieder mehr um Soziales, organisierte Konzerte und Gesprächsrunden und gründete einen Chor mit einer eigenen Kinderabteilung, der seit September 2001 durch den Förderverein des Chores der Erlöserkirche e. V. tatkräftig unterstützt wird.
Seit 2001 ist die Erlöserkirche eine von vier Predigtstätten der Paul-Gerhardt-Gemeinde Berlin-Lichtenberg, die zum Kirchenkreis Lichtenberg-Oberspree im Sprengel Berlin der Evangelischen Kirche Berlin-Brandenburg-schlesische Oberlausitz gehört.

## Baubeschreibung

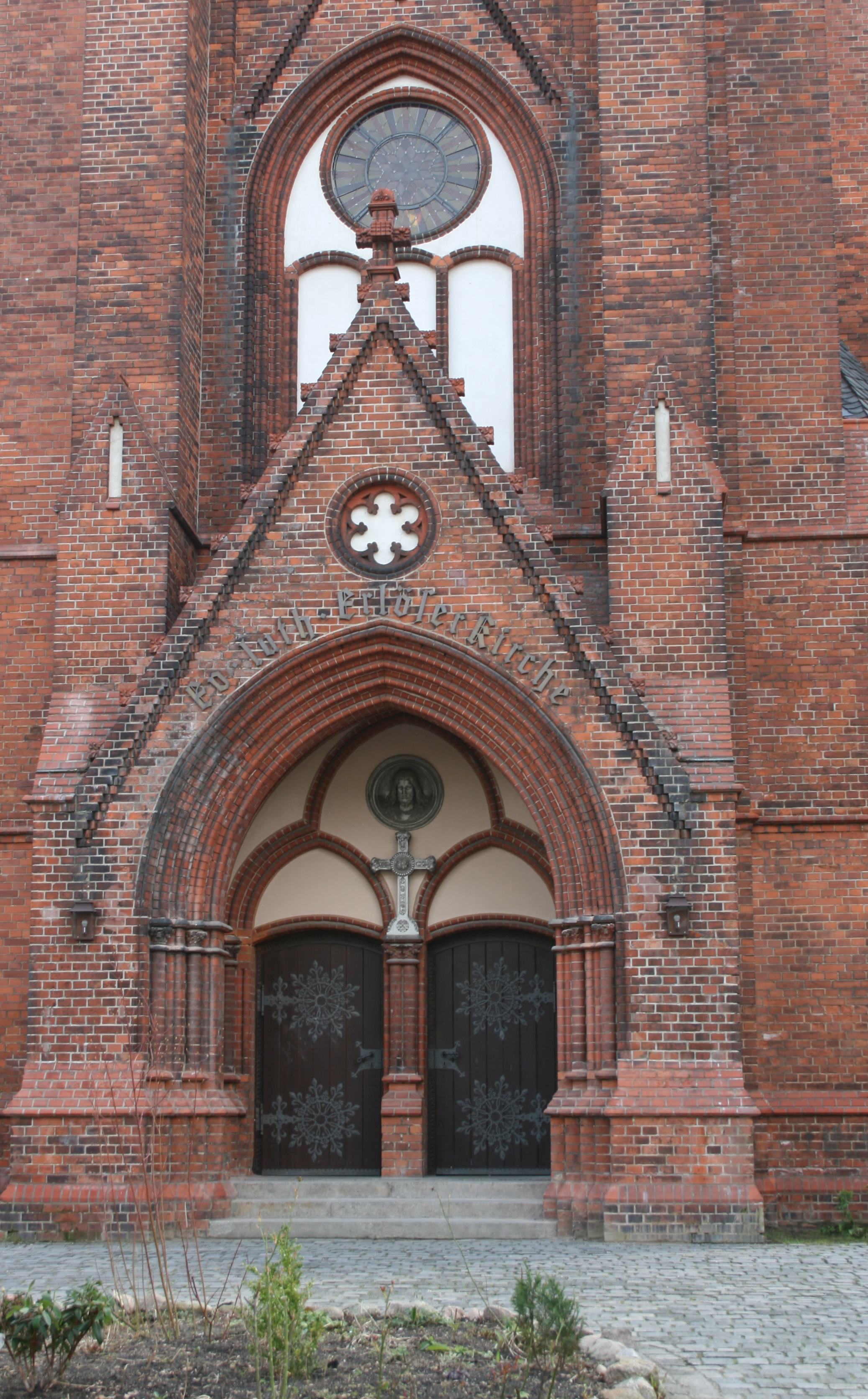
Kirchenportal

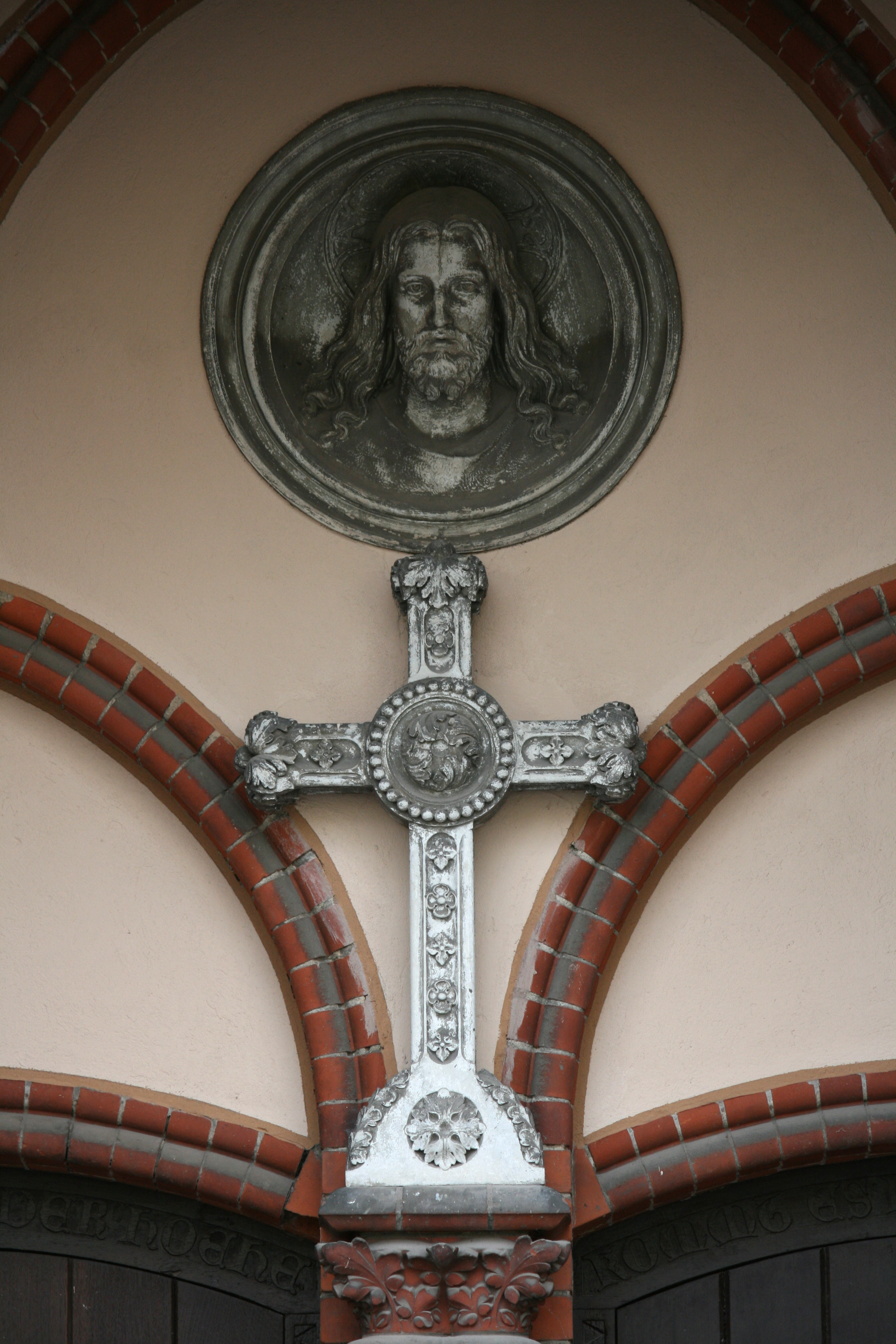
Kreuz über dem Kircheneingang

### Äußeres
Die Erlöserkirche ist ein stattlicher Klinkerverblendbau in Formen der norddeutschen Backsteingotik. Sie ist als kreuzförmige Basilika mit polygonalem Chorschluss konzipiert. Daran schließt sich östlich die achteckige Sakristei an. Der vorgelagerte rechteckige Turm mit langem sechsseitigen Spitzhelm wird von vier kleinen Ziertürmchen flankiert und hat insgesamt eine Höhe von 60 m. Darin befindet sich die 5,52 m × 4,52 m große Glockenstube.
In einer Inventarliste der Gießerei sind folgende Angaben zu finden: das dreistimmige Geläut aus Gussstahl, hergestellt vom Bochumer Verein, wurde mittels eines Antifriktionslagers aufgehängt. Die Herstellung der Glocken samt Zubehör wie Klöppel, Achsen, Lager und Läutehebel kostete 5651 Mark. Der Glockenguss geht auf eine Stiftung des Commercienraths Baare aus Bochum zurück.
| Größe    | Schlagton | Gewicht (kg) | Unterer Durchmesser (mm) | Höhe (mm) |
| -------- | --------- | ------------ | ------------------------ | --------- |
| größte   | c         | 1890         | 1675                     | 1480      |
| mittlere | es        | 1213         | 1440                     | 1275      |
| kleinste | ges       | 0922         | 1259                     | 1120      |

Eine Außensanierung des Gebäudes erfolgte zwischen 2000 und 2005 mit Dach- und Turmerneuerungen sowie dem Einbau einer neuen Turmuhr.

### Inneres

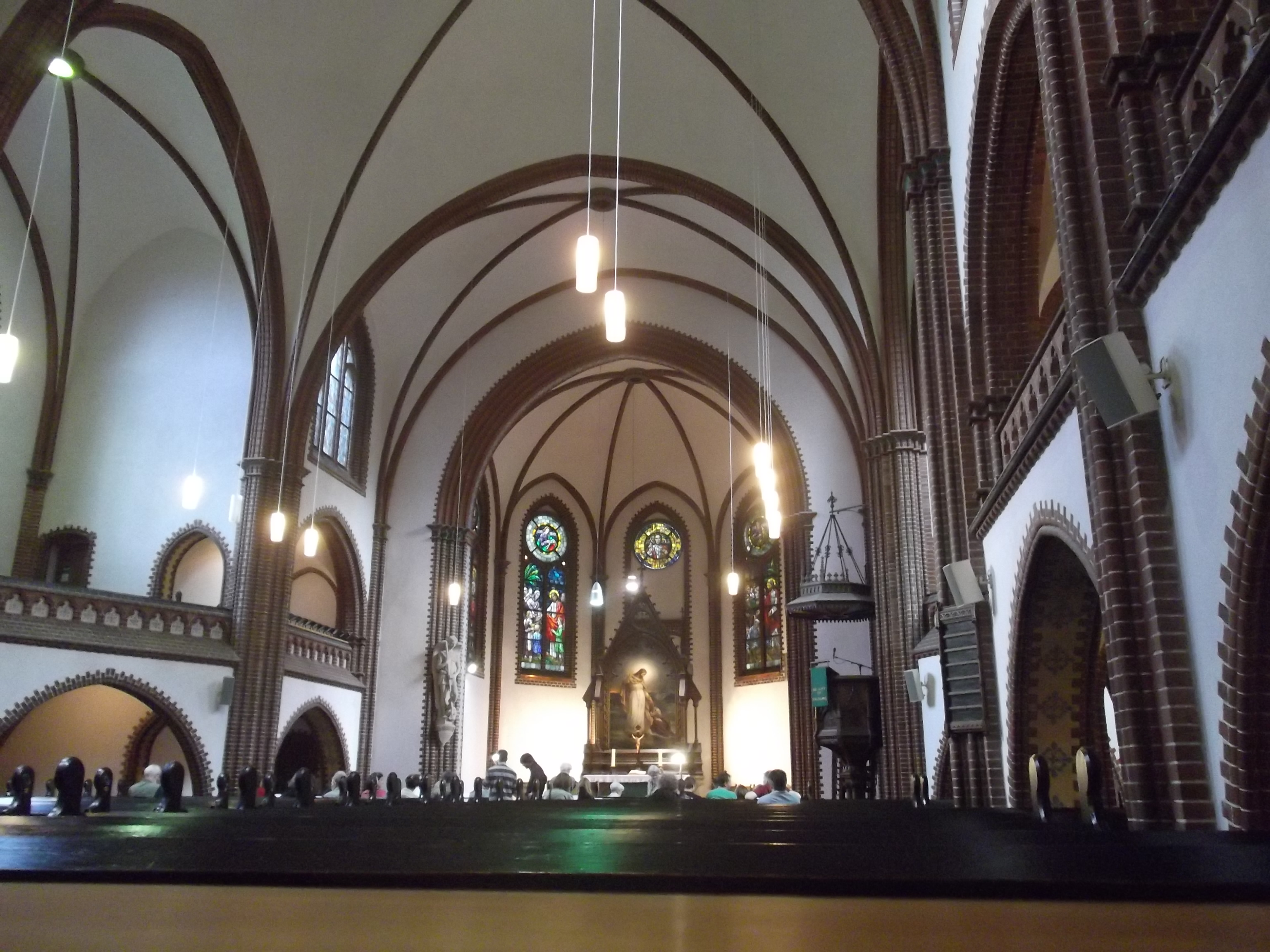
Innenansicht

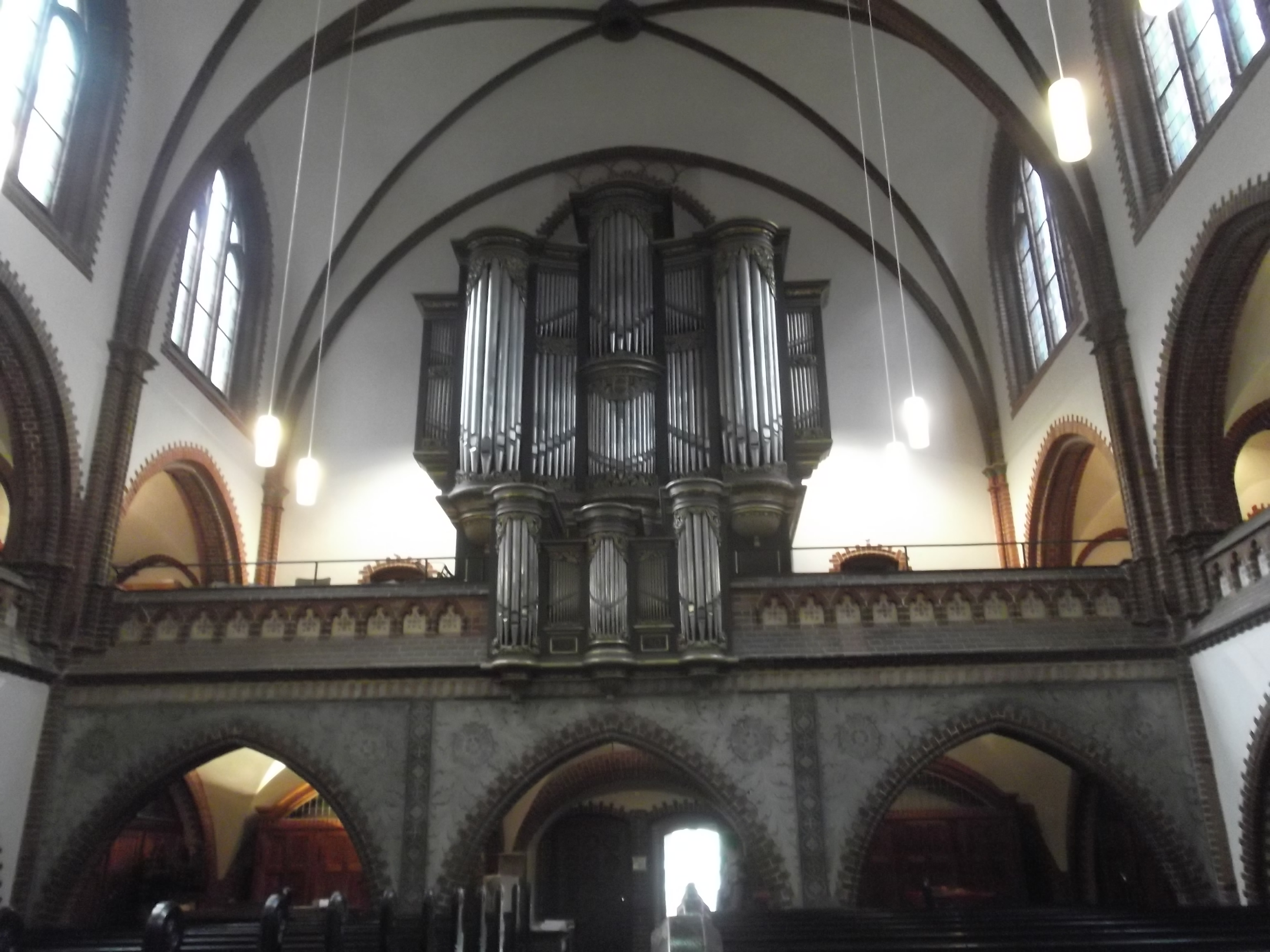
Blick auf die Orgel

Im Innern zeigt sich das Mittelschiff kreuzrippengewölbt, die Seitenschiffe tragen Kreuzgratgewölbe. Durch die Seitenschiffe wie auch in den Querarmen und unter dem nördlichen Eingangsjoch befindet sich eine umlaufende, massive Empore auf breiten, gedrückten Spitzbögen.
Die Ausstattung (Altar, Taufstein, Kelch, Kanzel, Hauptportale, Glocken, Gestühl) ist noch weitgehend aus der Erbauungszeit erhalten. Das Altarblatt mit der Darstellung der Errettung Petri aus dem Meer (laut kircheneigenem Titel Der sinkende Petrus) wurde 1892 von Ernst Koerner geschaffen. Sehenswert ist auch die von Holzbildhauer Gustav Kuntzsch, Anstalt für kirchliche Kunst, Wernigerode, geschaffene Kanzel.
Im Jahr 1892 wurde eine erste Orgel eingebaut, die auf der zweiten Empore ihren Platz erhielt. Im Krieg wurde sie zerstört. Die jetzige Orgel wurde in den Jahren 1940–1943 in der Potsdamer Orgelbaufirma Alexander Schuke hergestellt und nach dem Krieg in der Erlöserkirche eingebaut. Ihre Disposition kann bei Orgel Databank eingesehen werden.

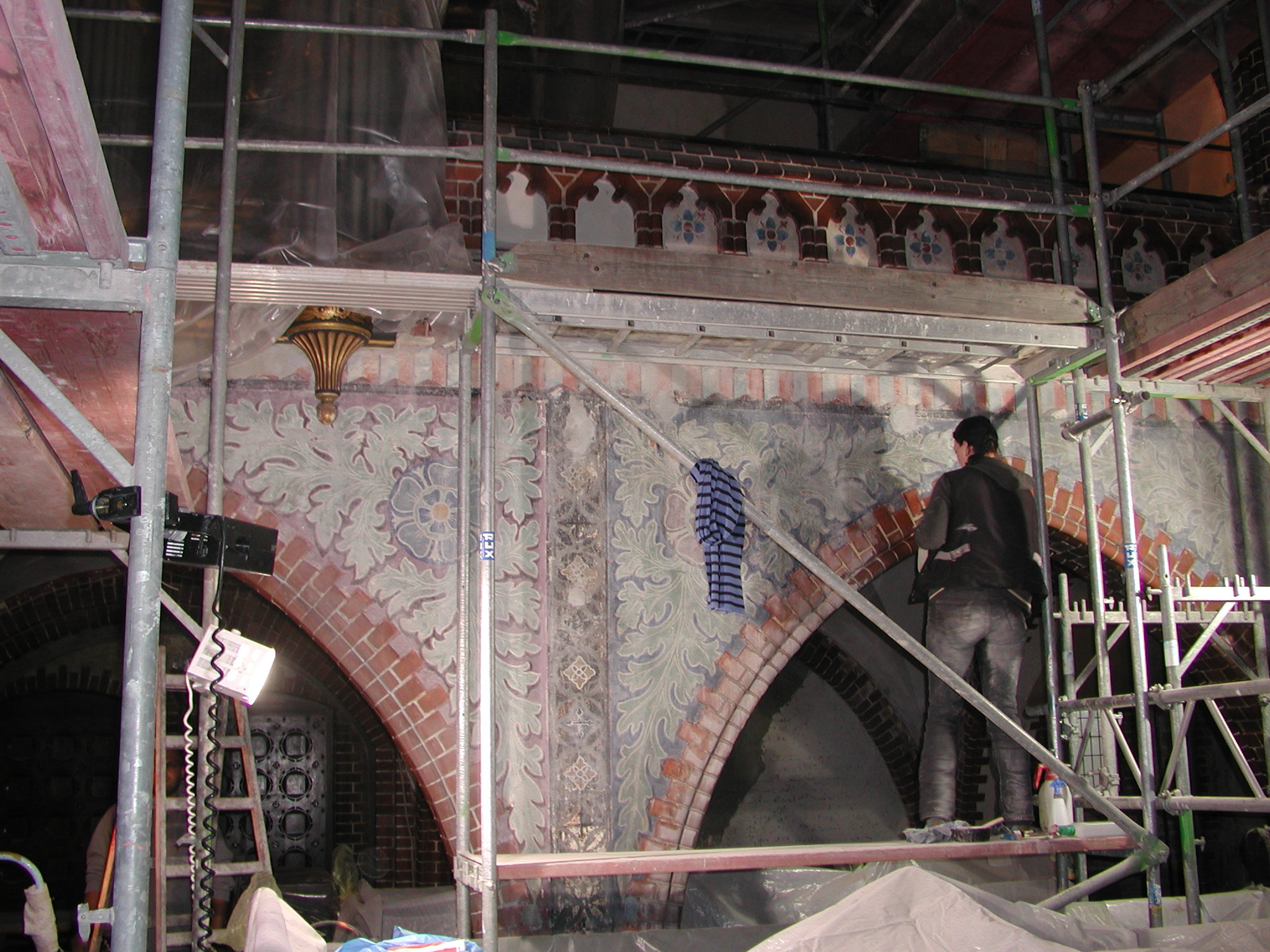
Restaurierung der Farbschichten im November 2007

Infolge eines alliierten Luftangriffs auf Rummelsburg wurden am 26. Februar 1945 die originalen Altarfenster zerstört. Bis zum Einbau neuer figürlicher Glasfenster kamen aus Schuhcremegläsern hergestellte Butzenscheiben in die Fensterrahmen. 1947/1948 erhielt der Chor durch die Quedlinburger Firma Müller neu hergestellte Scheiben. Lange Zeit galt die Künstlerin Paula Jordan als deren Urheberin, doch sind im Gemeindearchiv Hinweise aufgetaucht, die einen Herrn Rittberger als Autor nennen. In den Seitenschiffen sind einige ursprüngliche Farbfenster erhalten, die Wappen alter Städte zeigen (z. B. Bietau).
Bei der Innenrenovierung in den Jahren 1967/1968 wurde die ursprüngliche farbige Ornamentik des Chorraumes und des Querschiffes weiß übermalt. Im Rahmen der denkmalgerechten Totalsanierung von 2005 bis Ende 2007 konnte mit hohem Aufwand die Originalausmalung wiederhergestellt werden, die Spitta in seinen Plänen detailliert gezeichnet hatte.
Die Kirche erhielt 1993 eine moderne Heizung und schließlich wurde auch die klangschöne Orgel generalüberholt. Die Kanzel und das Altarbild wurden gereinigt und ausgebessert. Mit einem Gottesdienst weihte die Gemeinde ihre vollständig erneuerte Kirche am 27. Januar 2008 wieder ein.

## Umgebung
Vor der Kirche befindet sich ein Ehrenmal für etwa 200 sowjetische Soldaten, die hier 1945 in 43 Gräbern beigesetzt worden waren. Ihre sterblichen Überreste wurden 1948 exhumiert und zum Ehrenmal im Treptower Park überführt.